# Lesencefalu
Lesencefalu község Veszprém vármegyében, a Tapolcai járásban. 1940 előtt Lesencenémetfalunak hívták. A település eredetileg Szent István magyar király korától az 1950-es megyerendezésig Zala vármegyéhez tartozott.

## Fekvése
Lesencefalu a Balatontól 6 kilométer távolságra, a 84-es főúttól 2 kilométerre, a Keszthelyi-fennsík északi oldalán fekszik, egy gesztenyefáktól, erdőktől és szőlőktől övezett zárt völgyben. Közvetlen szomszédai kelet felé Lesencetomaj, nyugat felé Vállus és Várvölgy; a legközelebbi városok Tapolca és Keszthely, de nincs messze Sümeg sem. A község területén áthalad a Lesencetomaj és Zalaszántó között húzódó 7342-es út, de a történelmi faluközpontba csak az abból kiágazó 73 156-os úton letérve lehet bejutni. Északi határában kiágazik egy kanyargós önkormányzati út Lesenceistvánd felé is.

## A környék földrajza

### Keszthelyi-fennsík
A szinte teljesen erdővel borított terület jellemző alapkőzete a dolomit. Ezen a Dunántúli-középhegységre jellemző kőzeten sajátos ökológiai viszonyok által meghatározott növény- és állatvilág figyelhető meg.
A legsekélyebb sziklás-köves váztalajú gerincein, meredek oldalain még erdő sem tudott kifejlődni, itt igen fajgazdag nyílt, vagy zárt dolomit sziklagyepeket és lejtősztyeppeket találunk. A cserszömörcés-molyhostölgyes karsztbokorerdők a Keszthelyi-fennsíkon nagy területeket borítanak, elsősorban a déli kitettségű hegyoldalakon és gerinceken. Sok bennük az orchidea, a bennszülött maradványfaj magyar gurgolya és a jellegzetes örökzöld törpecserje, a szúrós csodabogyó. Ez utóbbiból szép állományok vannak az Edericsi-hegy oldalain, az erdők aljnövényzetében.
Legnagyobb botanikai értéke az Edericsi-erdőnek a Sipos-torok nevű meredek völgy bükkösében található keleti (vagy kaukázusi) zergevirág előfordulása. Ez a délies, illír fészkesvirágzatú faj itt éri el elterjedése északi határát. Magyarországon máshol csak a Mecsek és a Tolnai dombság néhány pontján él.
A Keszthely-fennsík geológiai értékeinek sorában a kőfülkék, sziklaalakzatok és szurdokok mellett több feltárás alatt álló barlang is van az edericsi határban, közülük a Csodabogyós-barlang cseppkövekkel is büszkélkedhet. Ezek a barlangok csak barlangkutatók számára látogathatóak.
A területegység északi részén a Kovácsi-hegy-Tátika-csoport egykori hasadékvulkánjai sorakoznak. A két lávaömlésből keletkezett Tátika alsó bazaltkúpján található az ősbükkös 200-210 éves gyertyánnal, magas kőrissel, kocsányos tölggyel elegyes állománya.
Szent Miklós forrás 3 km, Kőorra 2 km, uzsai Pálos kolostorrom 5 km, Rezi vár 7 km, Zalaszántói sztúpa 12 km, Kovács-hegy Geo-botanikai séta út /Zalaszántó 12 km/:
Zalaszántó egykori vásárteréről kiinduló, közel hat kilométer hosszú, 18 állomásból álló tanösvényen magyar és angol nyelvű tájékoztató táblák segítségével ismerhetők meg a térség természeti értékei. A kovács-hegy csoport a Dunántúli-középhegység legnyugatibb tagja, mely a környező medencék (délen a Vindornya- és Szántói-medence, északon a Marcal-medence) süllyedése következtében meginduló vulkáni tevékenység következtében alakult ki. Nevét a hajdani Kovácsi településről kapta, melynek nyomai még felfedezhetőek a Kovácsi-mező térségében Egész évben szabadon látogatható. A tanösvény megtekintéséhez szakvezetés igényelhető.

### Tapolcai-medence
A Badacsonyt és környékét írók, költők, festők hazánk legszebb tájegységeként tartották nyilván már évszázadok óta. A terület bazalthegyei nemcsak egyedülállóan érdekes és festői geológiai emlékek, hanem számos igen ritka növény- és állatfaj élőhelyei is.A pannonkor végén feltörő vulkánosság sajátos képződményei ezek a tanúhegyek. A messziről nagyobb koporsóformát adó Badacsony, Szent György-hegy és Csobánc szélein a kőzet érdekes megszilárdulási formái, a bazaltkő-zsákok láthatók. Legszebb ezek közül a badacsonyi Kőkapu és a Szent György-hegyi bazaltorgonák. A Badacsony oldalain a még meglévő sziklák tövében hatalmas kőfolyások, kőtengerek láthatók. rajtuk alig tud megkapaszkodni a sajtmeggyes-nagylevelű hársas törmelékerdő.
A bazalthegyek extrém éghajlati és geológiai viszonyai között számos botanikai ritkaság él. A kőomlásokon, bányafalakon tavasszal rendkívül látványos a sziklai ternye sárga virágzuhataga. A Badacsonyon csak itt előforduló mészkerülő virágos kőrises-bükkös él a sziklás részek letörésein, a hegy bükköseiben ciklámen, gyertyános tölgyeseiben májvirág, pirítógyökér, borostyánfojtó szádorgó található. A Szent György-hegy napsütötte szikláin virít a cseling-páfrány hazánkban csak itt előforduló kis populációja, együtt a ritka pikkelyharaszttal és a Lumnitzer-szegfűvel. A lisztes berkenye több helyi alfaja is megkapaszkodik az emberkéz által elérhetetlen sziklák repedéseiben.
A Csobánc virágpompáját fokozza a fekete és leánykökörcsin, a kőfalakon a ritka buglyos kőtörőfű és a hajdani várkertből kivadult orgonaliget. A Tóti-hegy apró kúpján festőien tarka virágszőnyeg fogadja a látogatót: az Orlay-murok fehér fátylába beleszövődik a tarka nőszirom, a kökörcsinek és a piros vadszegfűk látványa. A ferdén álló bazaltszálak repedéseiben látványosan sorakoznak a pannon madárbirs apró termetű bonzaiszerű cserjéi.
A terület keleti szélén, permi homokkövön található a nyár végi piros virágszőnyeget adó csarabos törpecserjés, festői sziklák, borókások és a sárga virágú hölgymál fajok társaságában. A sík részeken, a hajdani láprétek maradványain számos botanikai szenzáció lelhető fel: Raposka alatt mocsári kardvirágos, orchideás láprét található, Káptalantóti mellett pedig az 1 m magasra megnövő, nagy és illatos virágú, másutt egyre ritkuló buglyos szegfűnek van gazdag előfordulása, az ősz eleji enciánkék virágú kornis tárniccsal.
A bazalthegyek szikláin és erdeiben számos madárritkaság fészkel (holló, vörösvércse, kövirigó). A Szigliget alatti nádasokban a védett nyári lúd él és szaporodik.
A szigligeti és a csobánci várrom, a Szent György-hegyi, pazarul gazdag, barokk Tarányi pince és Lengyel-kápolna, a szigligeti kastély és udvarház, a gazdag népi oromdíszekkel ékes Szabó Flórián-féle pince a szigligeti Rókarántón, a szőlőhegyi kápolnák (Csobánc, Kisapáti-raposkai-hegy, Badacsonylábdi), a faragott útszéli keresztek, a templomromok (Csobáncszegi, Szigliget-avasi, Káptalantóti-sabar-hegyi), a méltóságteljes Szegedy Róza-ház a Badacsonyon, a magyar múlt megannyi becses emléke és a védett terület látnivalója.

### Szent György-hegy
2002 júniusától látogatható közel 4 km hosszú, önmagába visszatérő (Raposka, egykori bazaltbánya-udvar – jégbarlang – bazaltorgonák – hegytető, bányaudvar) nyomvonalú tanösvény a Szent György-hegy és térségének természeti értékeit mutatja be. A kialakított útvonal a meglévő forgalmas turistautakra illeszkedik. Megközelíthető a Tapolcát Raposkával összekötő útszakaszról.

## Története
Az első írásos emlékek 1365-ben, majd 1516-ban említették Németfalu néven. Feltételezhető, hogy a településnév előtagja német telepesekre utalt.
A 19. század második felétől a helységnév elé megkülönböztető jelzőként a Lesence-patak neve került. Mind ekkor, mind később – egész a kihalásáig – a Tomaj család volt a legnagyobb birtokosa, bár mellette már a 16. században feltűntek az adományos birtokosok és a Tomaj család leányági leszármazottai is. A 16. század közepétől a 18. század végéig egyedüli földbirtokos a lengyeltóti Lengyel család, amely Németfalut szigligeti uradalmához csatolta.
1564-ben a török elfoglalja, és a korabeli írások tanúsága szerint, még 1629-ben és 1632-ben is adózik a töröknek. A 18. század végére a falu teljesen elnéptelenedett, de 1715-től ismét lakott települések közé tartozott, leginkább a település régi lakói tértek vissza, vélhetően kis számban, mert 1720-ban Lesencetomajjal van összeírva.
Tóti Lengyel Krisztina házasságkötése után férje, Nedeczky Károly lesz a földbirtokos. Tőle a Festeticsek szerzik meg, s a keszthelyi uradalmukhoz csatolják, de 1768-tól ismét a Nedeczkyek birtokolják. A jobbágyság státusa 1768-ban részben szabad menetelű, részben örökös. Telkes jobbágyok száma 29 ebből 2 1/8, 5 2/8, 6 3/8, 8 4/8, 5 5/8, 2 6/8, 1 7/8 telkes és 3 házas zsellér. Az 1770. évi összeírás szerint 45 jobbágycsaládból 41 lakott szabályszerű jobbágytelken, egy fő közülük takács, a többi extraszeriális, azaz kovács, csordás, kanász és juhász, akik a falu közösségétől vagy az uraságtól konvenciót kaptak. Az 1784–1787-ig tartott népszámlálás alapján: 56 család él a településen ebből: paraszt 28, kiváltságos 26, zsellér 44, egyéb 10, összes lakos 381 fő.
A falura illetékes úriszéket a Lengyelek Szigligeten, a Nedeczkyek Hegymagason, a Festeticsek pedig Keszthelyen tartották. Az úrbérrendezés előtt a falu népének urbáriuma és szerződése nem volt, hanem a szokások szerint adózott, az uraság mindenkori szükséglete szerint végzett robotot, mégpedig négy marhával. Az igásrobotot, ha az úrnak nem volt rá szüksége, kétnapi kaszálási robottal kellett megváltani.
Az urbárium bevezetése után az abban meghatározott módon adóztak. Az úrbérrendezés előtt 12, utána 20 hold volt a jobbágytelek tartozéka. A lakosság fő megélhetési forrása a 18–19. század folyamán a szőlő és gyümölcstermesztés, valamint az állattenyésztés / rideg marha – és sertéstartás /, amelyhez a szomszédos Györök településtől béreltek erdőt. 1770-ben a településhez tartozó szőlőhegyen 251 kapás / 25,82 hektár / szőlőt műveltek, melynek termése 661 urna / 330 hl / volt. Szőlő területe folyamatosan növekedett, tulajdonosainak többsége azonban vidéki, amit az adóösszeírások igazolnak.
1795-ben a keszthelyi uradalom tiszttartója két helybeli lakossal szerződést kötött mészégetésre. Az égetéshez szükséges követ és a hullott fát ingyen kapták, viszont az uraságnak elsőbbsége volt a kiégégetett mész felvásárlására a szerződésben meghatározott áron. Minden kiégetett kemence után 9 rajnai forintot kellett befizetniük.
Az 1800-as évek elején nagyobb jelentőséget nyert a gabonatermelés, a lakosság 50%-ának a földművelés biztosította a megélhetést. 1807-ben 268 hold, 1813-ban pedig 264 hold a szántóként használt területek nagysága.
A településen élőket is magával ragadta az 1848–49-es forradalom és szabadságharc lelkesedése és csatlakoztak először a nemzetőrséghez, majd tovább harcoltak a honvédség kötelékében. Az 1848. május 23-án Balatonedericsen elkészített nemzetőri összeírás szerint Németfaluból 34 fő lépett be a nemzetőrség kötelékébe. A későbbiek folyamán Németfaluból 3 fő öltött honvéd egyenruhát. A két nemesi család tagja Hertelendy Kálmán és Nedeczky István tiszti rangban, a többiek közvitézként szolgáltak. Az akkori plébános, Horváth János 1848. október 28-án írt jelentéséből kiderül, hogy káplánja Trimmel Sándor állását otthagyva beállt katonának. Az 56. honvéd zászlóaljhoz került, ahol őrmesteri rangban szolgált. A közvitézként szolgálók egyéni sorsáról sajnos nem maradt fenn forrás, csak annak az egységnek a harcairól, amelyben szolgáltak.
Mint nemzetőrök a Zala vármegyei önkéntes mozgó nemzetőr zászlóalj tagjai lettek. Ennek kötelékében 1848 júliusában a déli határra vonultak és elfoglalták a számukra kijelölt állásokat. Felállításuk két lépcsőben történt, az egységek egy részét a Muraközbe a Dráva mentén, másik részét pedig a Mura bal partján, Csáktornyától Légrádig, valamint Lendvától Letenyéig, főként az átkelőhelyek védelmére helyezték el.
1770-ben már Németfaluban is volt felekezeti iskola. A tanítók az írásra – olvasásra való tanításon túl, kántor, harangozó és a településen jegyzői feladatokat is ellátták. A tanítókat a plébános és a település lakói közösen választották, s egyben felügyelték is őket mindennapi munkájukban. Kezdetben nem volt külön iskolaépület, a tanítás a mindenkori tanító lakásán történt. A tanítólakását a plébános és a község lakossága építette és tartotta fenn. A rossz körülmények, és a szülők érdektelensége miatt csak kevés gyermek járhatott az iskolába, ezért a plébános kénytelen volt többször is a szószékről figyelmeztetni a szülőket, hogy küldjék gyermekeiket rendszeresen az iskolába. Ha nem volt tanulója, mint 1777-ben akkor az egyházi szolgálatokért kapott fizetés biztosította a megélhetését.
Az első iskolaépületet 1815-ben emelték Németfaluban, ahol Cseh Gábor tanított. A németfalui iskolamester járandósága 1778-ban a Visitationes Canonicae alapján, amely akkor egy átlagos tanítói fizetés volt. Az iskolamester Pécsöly Ferenc, 29 éves, végzett rétor, katolikus hitvallást letette. A katolikus szokásokat és ünnepeket megtartja. Évente kap állandó jövedelemként 8 forintot, gabonában minden családtól, ¼ pozsonyi mérőt /15.4 l/. Egy–egy gyermek tanításáért egész évre kap 1 forint 50 dénárt. Stóladíj címén egy levél megírásáért 5 dénár, a halott kíséréséért 12 dénár, éjszakai zsoltározásért 12 dénár járt neki. Kapott minden igásállattal rendelkező gazdától egy szekér tűzifát. Szántóföldje nem volt, de az iskolamester fizetésére minden évben a lakosok kétholdnyi földet, a sajátjukból elkülönítve műveltek.
A település a 19. század folyamán lassan, de egyenletesen fejlődött. 1898. évi IV. tc. alapján Németfalu új neve Lesencenémetfalu lett. A fejlődés eredményeként lakóinak száma 1910-ben 924 fő volt, ennek ellenére közigazgatásilag Lesencetomajhoz tartozott.
1935-ben a falu földbirtokosa gróf Károlyi István, aki a települést a szigligeti uradalmához csatolta.
1940. január 19-én a település nevét Lesencenémetfaluról, Lesencefalura módosították. A falu ebben az időben kétosztályos, két tanerős általános iskolával rendelkezett. Az első világháborúban 14 fő, a második világháborúban 29 fő volt hősi halottak száma. Emléküket a templomkertben 1991-ben felállított emlékmű őrzi.
1960-ban alakult meg a helyi mezőgazdasági termelőszövetkezet, amely 1970-ben egyesült a balatonedericsi mezőgazdasági termelőszövetkezettel. A falu 1960-ban villanyt, 1976-ban pedig vezetékes ivóvizet kapott. Közigazgatásilag 1969-ig önálló tanácsú község volt, később Lesencetomaj társközségévé vált, majd 1979-től a Balatonedericsi Községi Közös Tanácshoz tartozott.
1990-ben a településen önálló önkormányzat alakult, s Lesencetomajjal közös körjegyzőséget és általános iskolát és óvodát alapított. 1995-ben a környező településekkel közösen, céljaik hatékonyabb megvalósítása érdekében létrehozták a „Lesencéktől a Balatonig” kistérségi fejlesztési társulást. 1995-ben a telefon, 2000-ben a gáz, 2004-ben pedig a csatorna hálózat kiépítése valósult meg.
A folyamatos népességcsökkenést a környék iparosodása és a közeli városok fejlődése indította el, amely napjainkban is kihatással van a település életére. Jelenleg a falu lélekszáma 343 fő.

## Közélete

### Polgármesterei
- 1990–1994: Vörös Béla (FKgP lesencefalui szervezete)[3]
- 1994–1998: Vörös Béla (független)[4]
- 1998–2002: Kigyós Ferenc (független)[5]
- 2002–2006: Kigyós Ferenc (független)[6]
- 2006–2010: Kigyós Ferenc (független)[7]
- 2010–2014: Kigyós Ferenc (független)[8]
- 2014–2019: Oravecz Attila István (független)[9]
- 2019–2024: Dr. Kázsmér-Nyirő Katalin (független)[10]
- 2024– : Dr. Kázsmér-Nyirő Katalin (független)[1]

## Népesség
A település népességének változása:
| Lakosok száma | 321  | 309  | 302  | 279  | 299  | 300  | 294  |
|               | 2013 | 2014 | 2015 | 2021 | 2022 | 2023 | 2024 |

A 2011-es népszámlálás során a lakosok 89,1%-a magyarnak, 2,3% németnek, 0,7% cigánynak mondta magát (10,5% nem nyilatkozott; a kettős identitások miatt a végösszeg nagyobb lehet 100%-nál). A vallási megoszlás a következő volt: római katolikus 62,5%, református 1%, evangélikus 1,6%, görögkatolikus 0,3%, felekezeten kívüli 10,9% (21,1% nem nyilatkozott).
2022-ben a lakosság 92%-a vallotta magát magyarnak, 1,3% németnek, 0,7% lengyelnek, 0,3% cigánynak, 0,3% horvátnak, 1,7% egyéb, nem hazai nemzetiségűnek (7,7% nem nyilatkozott; a kettős identitások miatt a végösszeg nagyobb lehet 100%-nál). Vallásuk szerint 38,1% volt római katolikus, 1% református, 0,7% evangélikus, 0,3% görög katolikus, 1% egyéb keresztény, 0,3% egyéb katolikus, 12,7% felekezeten kívüli (45,8% nem válaszolt).

## Kirándulóhelyek a környéken
- Keszthely (20 km) – látnivalók: Festetics kastély, Balaton Múzeum, Panoptikum, Baba Múzeum, Georgikon Mezőgazdasági Múzeum
- Tapolca (10 km) – látnivalók: Tavasbarlang, Malom-tó, Iskola Múzeum
- Sümeg (18 km) – látnivalók: sümegi vár, plébániatemplom, ferences templom, Kisfaludy Sándor szülőháza
- Szigliget (12 km) – látnivalók: szigligeti vár, avasi templomrom (Csonka torony), Bormúzeum
- Badacsony (15 km) – látnivalók: Szegedi Róza-ház
- Balatonederics (7 km) – látnivaló: Afrika Múzeum

### Fürdőhelyek
- Balatoni strandok: Balatonederics, Balatongyörök, Gyenesdiás, Keszthely, Vonyarcvashegy, Szigliget,
- Termálfürdő: Hévíz, Kehidakustány

## Nevezetességei

### A lesencefalusi templom
A templom Péter nevű plébánosát már 1421-ben említették a korabeli írásos emlékek, míg a templomról az első írásos feljegyzések csak 1516-ból, illetve 1519-ből ismertek. A török hódoltság alatt lerombolt templomot csak a 18. század elején építették újjá. Padányi Biró Márton veszprémi püspök 1745-ben a tapolcai esperesi kerületben tartott vizitációjakor már ismét állt a templom. A hagyományoknak megfelelően a falu közepén álló templom boltozott szentéllyel, síkmennyezetes hajóval, toronnyal, s a toronyban egy haranggal rendelkezett. A falazott oltáron Szent Péter és Szent Pál képe, tabernákulum, négy gyertyatartó és egy fából faragott szószék volt. A templom jelenlegi formáját 1808-1809-ben nyerte el, amikor Nedeczky Károly veszprémi nagyprépost átalakíttatta. Az átalakítás során új szentélyt, oltárt, sekrestyét és kórust építettek, a toronyba pedig 2 harangot tettek. Az átépített templomot Szent Péter és Szent Pál tiszteletére szentelték. A templom egyhajós, a keleti oldalon a sokszögzáródású szentély és a sekrestye található. A nyugati homlokzatból ugrik előre a négyszögletes alaprajzú, felfelé nyolcszögben folytatódó gót stílusú torony, melybe két eltérő nagyságú harangot helyeztek el. Az eredeti nagyharangot az első világháború idején elvitték, pótlására 1922-ben, Sopronban öntöttek újat. A kisharang napjainkban is a helyén van. A kisharang felirata: „Brunner János, Budán, 1774-ben öntött engem.” Átalakításkor meghagyták a torony alatt lévő, a 15. század végéről való gótikus domborművet , amely a kelyhet és a szent ostyát ábrázolja. Az 1806-ban elhelyezett belső berendezési tárgyak napjainkban is megtalálhatóak. A szentély falát díszíti a fekete márványból készült, felül félköríves keretű, a 19. századból származó, klasszicista stílusú oltárkép, amely Szent Pétert és Szent Pált ábrázolja, jelvényeikkel együtt. Az olajfestmény keretívén babérkoszorú és Isten szeme látható, felhők közötti sugárkoszorúban. A négyszög alakú, vörös márványból készült oltárasztalhoz egy lépcsőfok vezet. Előlapján a hagyományos díszítés, kerek mezőben fekete márvány-kereszt. A tabernákulum szintén vörös márványból készült, felső részén íves fekete márvány berakással, tetején egy vörösréz gömbön álló fakorpusszal. A szószék négyzetes alakú festett fa, homloklapján az „ajtón kopogtató Jézus” festett képe, aranyozott vékony keretben. A hangvető (a szószék fedélrésze) szintén négyzet alakú, tetején a 19. század elején Pilés János által készített 2 fehér kőtáblán a Tízparancsolat, amelyet aranyozott dicsfény övez. A karzatot kovácsolt vasmellvéd zárja le. Az orgonaszekrény festett fából készült, klasszicista stílusban, arany szegéllyel és fejezet-díszítéssel.

### Szent Donát-kápolna
Lesencefalutól északnyugatra, a szőlőültetvények közötti dombon található a 18. század második felében épített, barokk stílusú kápolna. Sajnos a kápolna építésének idejéről és az építőjéről nem maradt fenn pontos adat. Tornya nincs, csupán a bejárat fölötti nyitott harangtartóval rendelkezik, amelyben egy harang van elhelyezve. Az apszisa félkörív alakú. A szentélyben mályva és okkersárga színű, festett látszatoltár építmény található. Az oltárasztaltól elkülönülve, középen a főfalon van elhelyezve az oltárkép, amely a Kisdedet a karján tartó Szűz Máriát és az előtte térdepelő Szent Donátot ábrázolja, háttérben egy égő faluval. Az eredeti festmény sajnos az idők folyamán ismeretlen körülmények között eltűnt. A jelenleg látható festmény az eredeti festményről fennmaradt fénykép alapján készült. A tabernákulum szekrény fából faragott, vörös márvány utánzatú festéssel, arany díszítéssel. Az ajtaja íves kialakítású, rajta aranyszínűre festett kehely, fehér kerek ostyával, tetején fakereszttel. Az oltárasztalt fából készítette a 18. század második felében egy ismeretlen helyi mester. A kápolna berendezéséhez tartozik, és jelenleg a templomban található, két hársfából faragott barokk stílusú faszobor, amelyek egy kálváriáról származnak, Szent Jánost és Szűz Máriát ábrázolják.

## Képgaléria

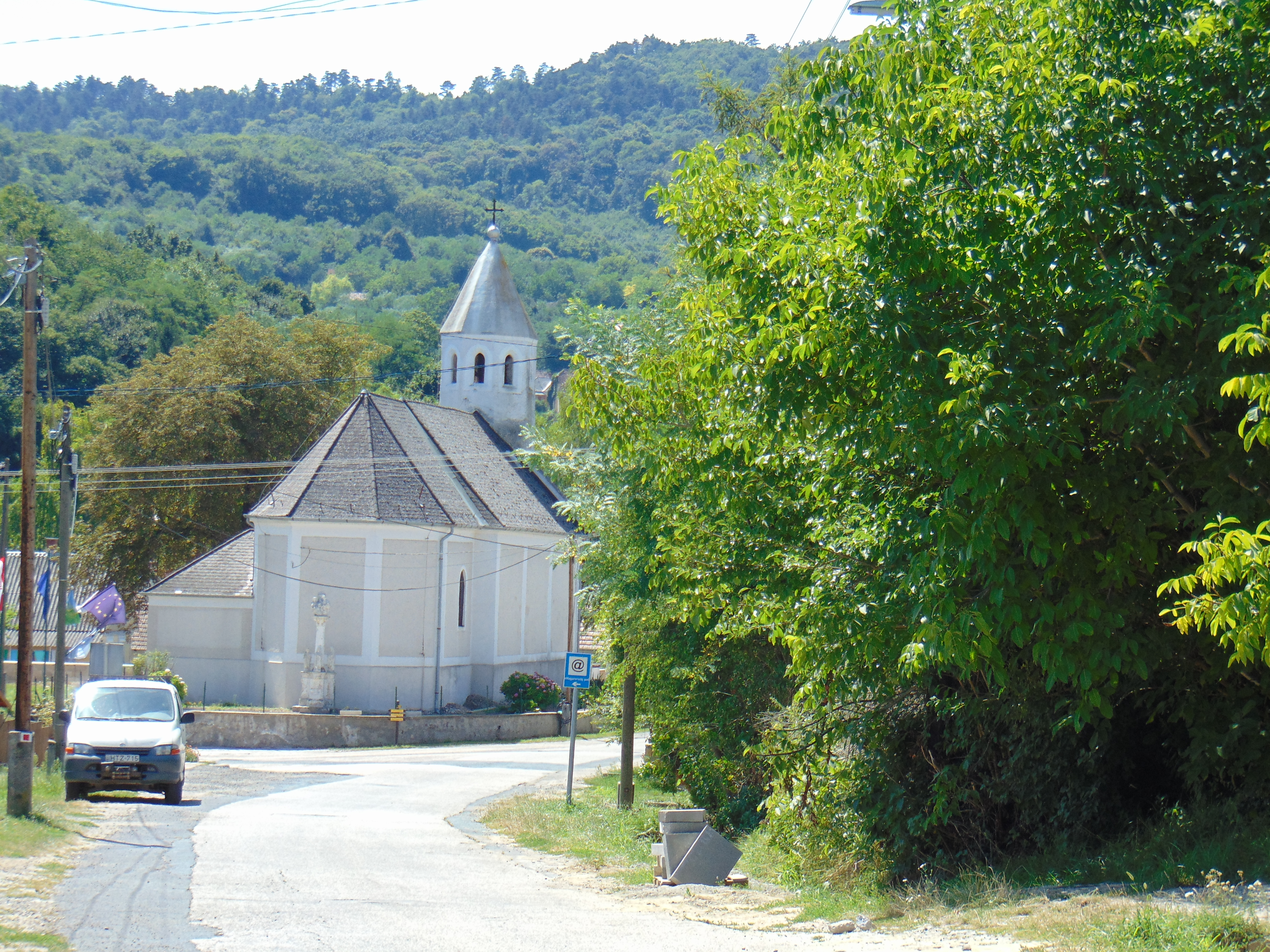
Lesencefalu temploma Lesencetomaj felől nézve
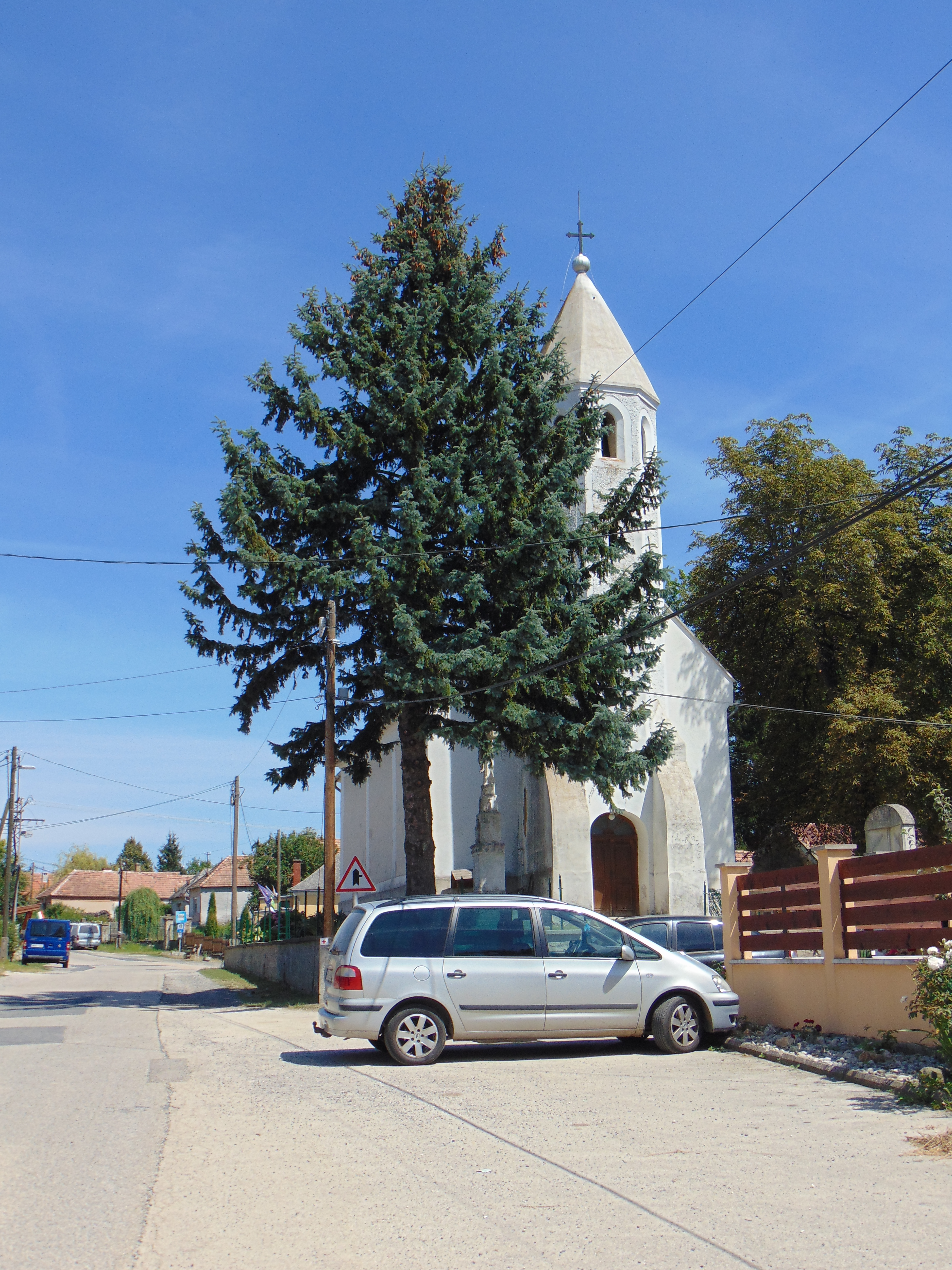
A templom bejárati traktusa
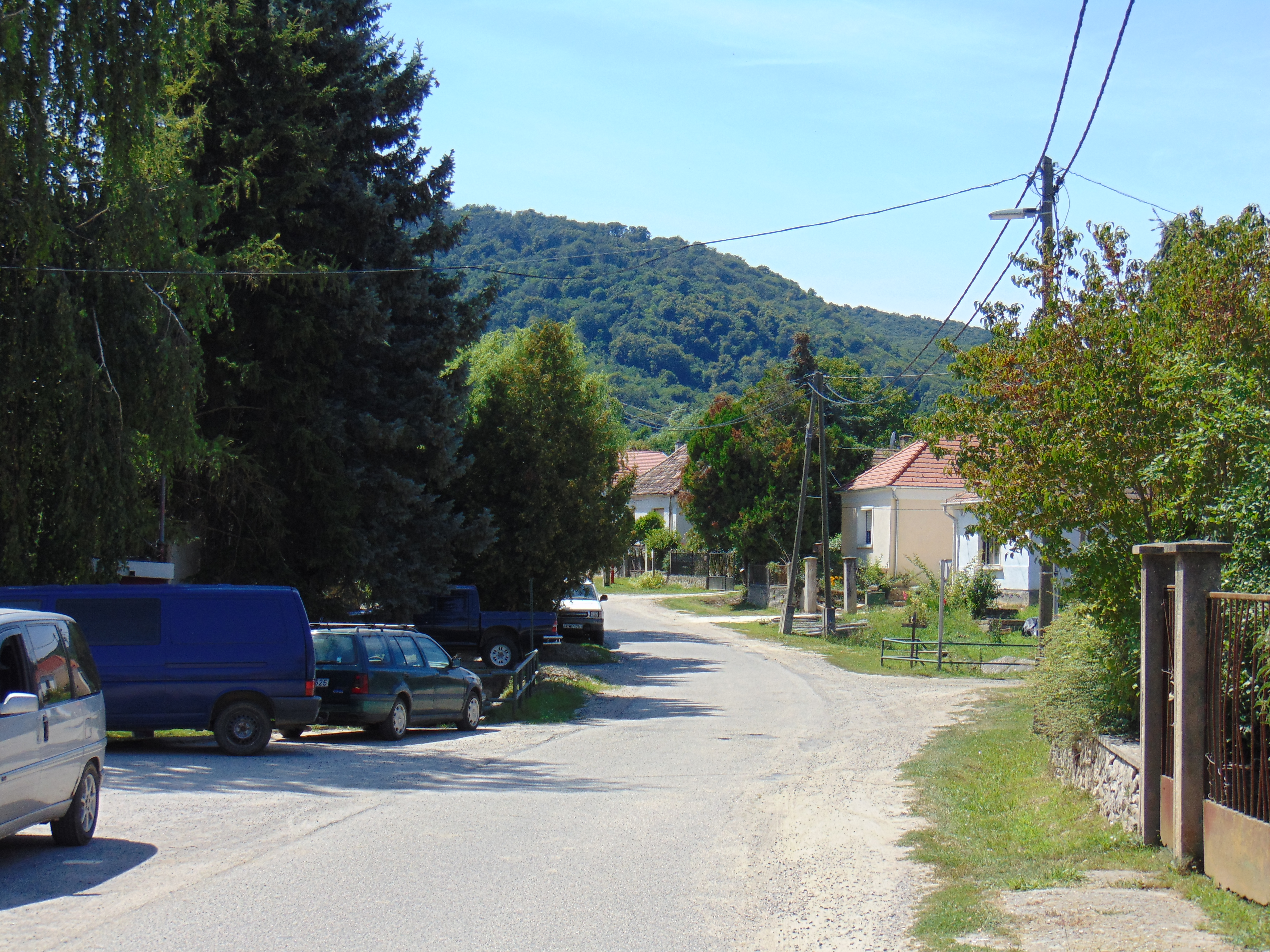
Utcakép a falu központjában
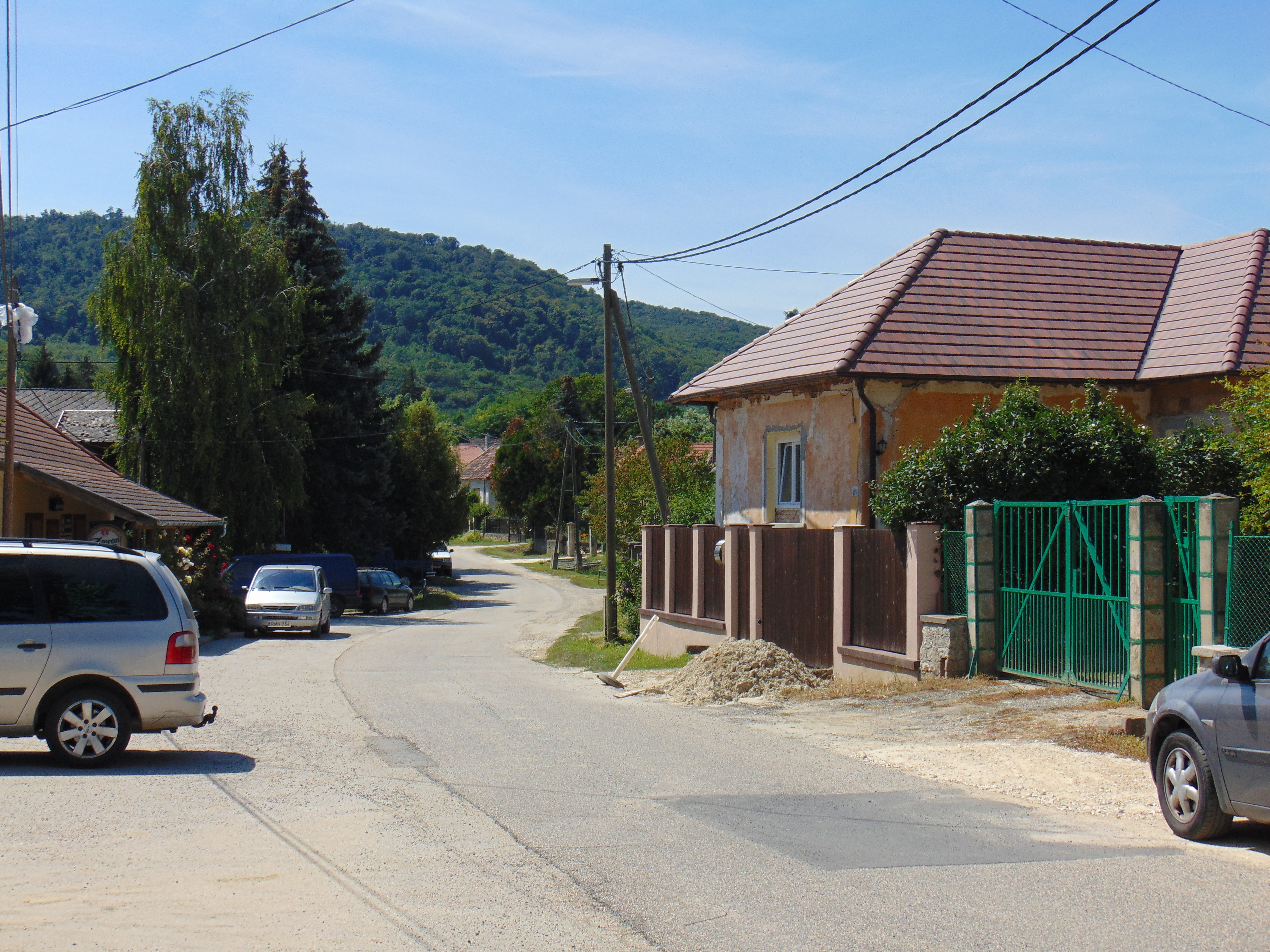
Utcakép
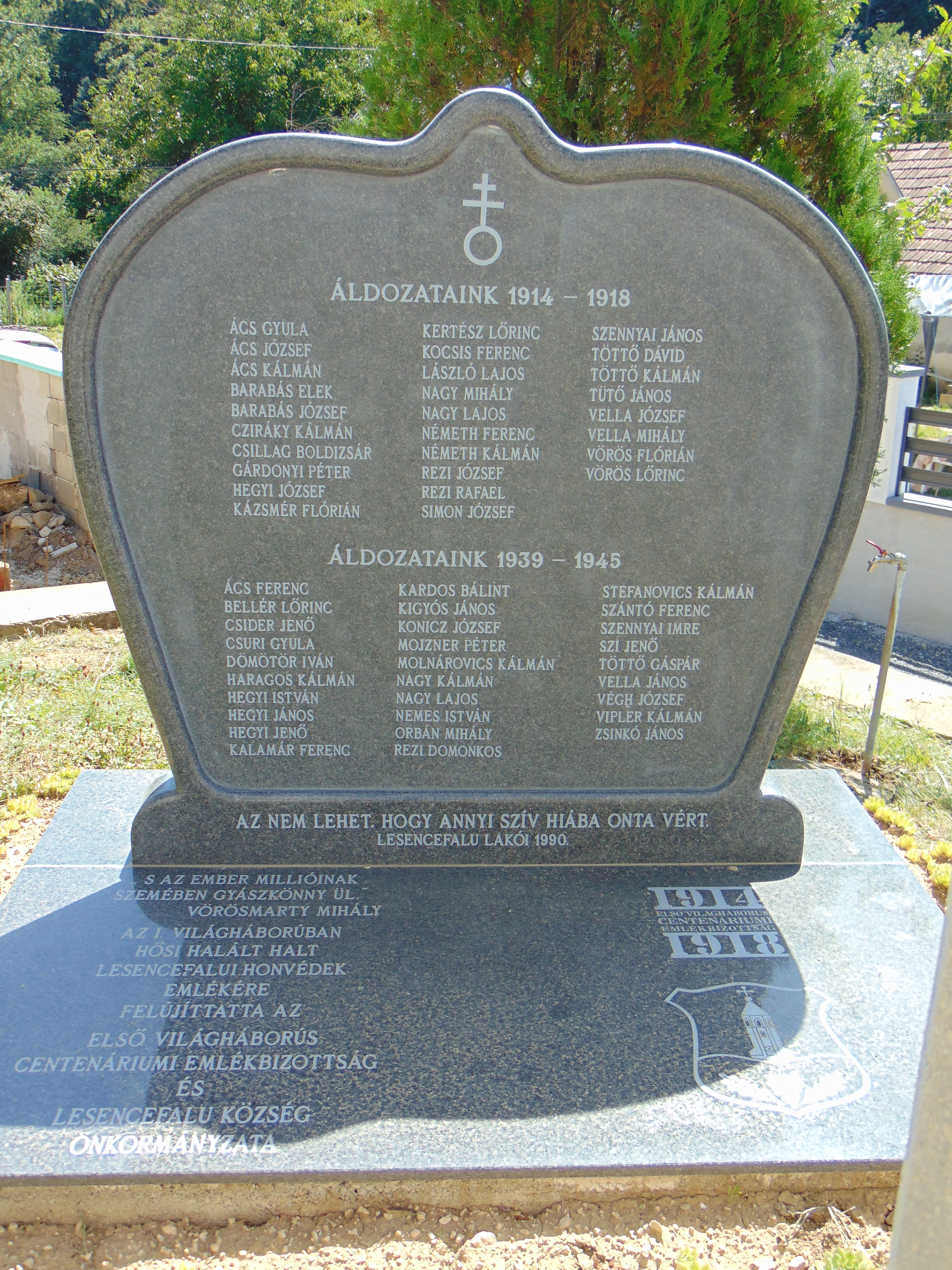
Hősi emlékmű
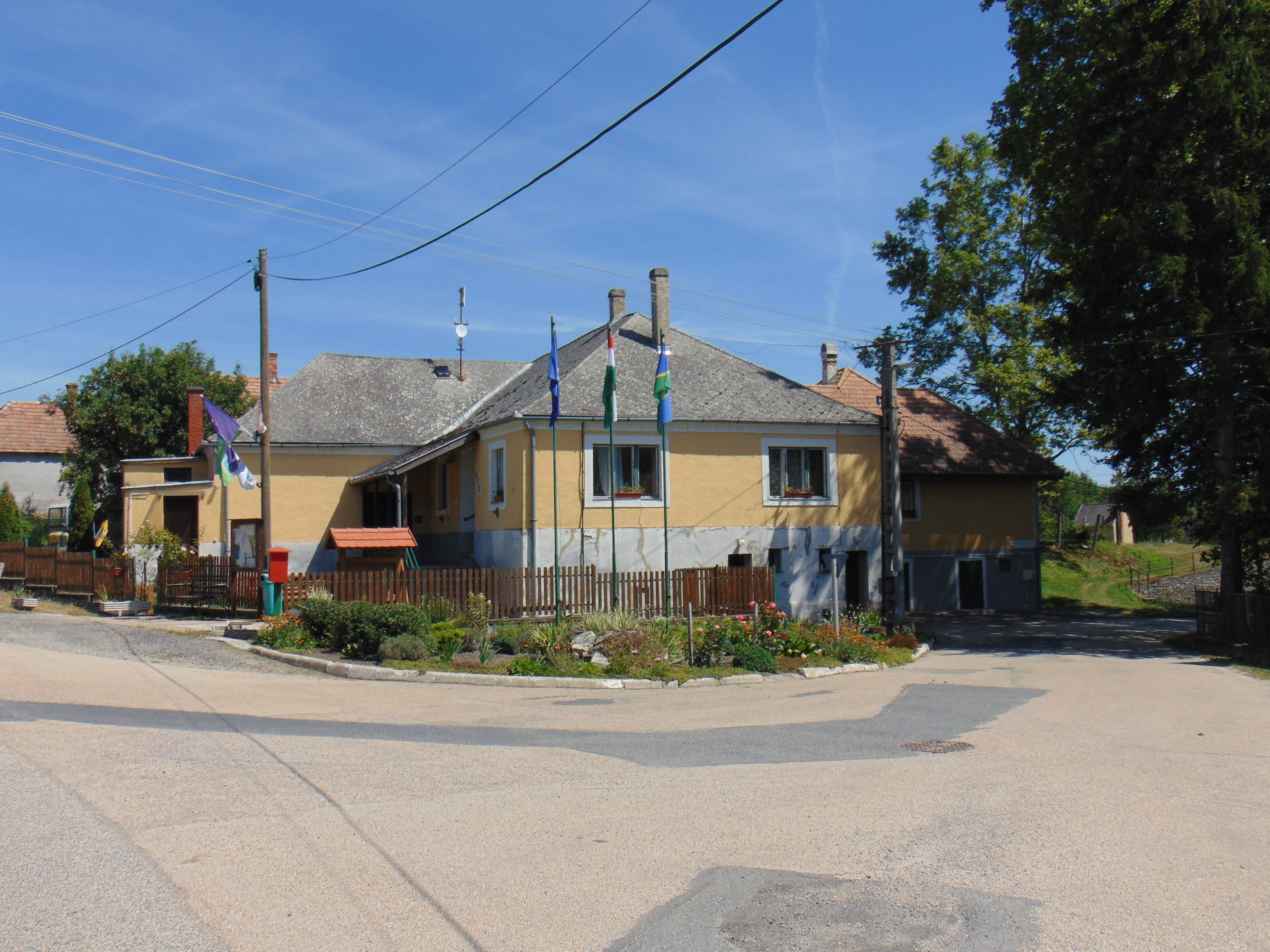
Községháza
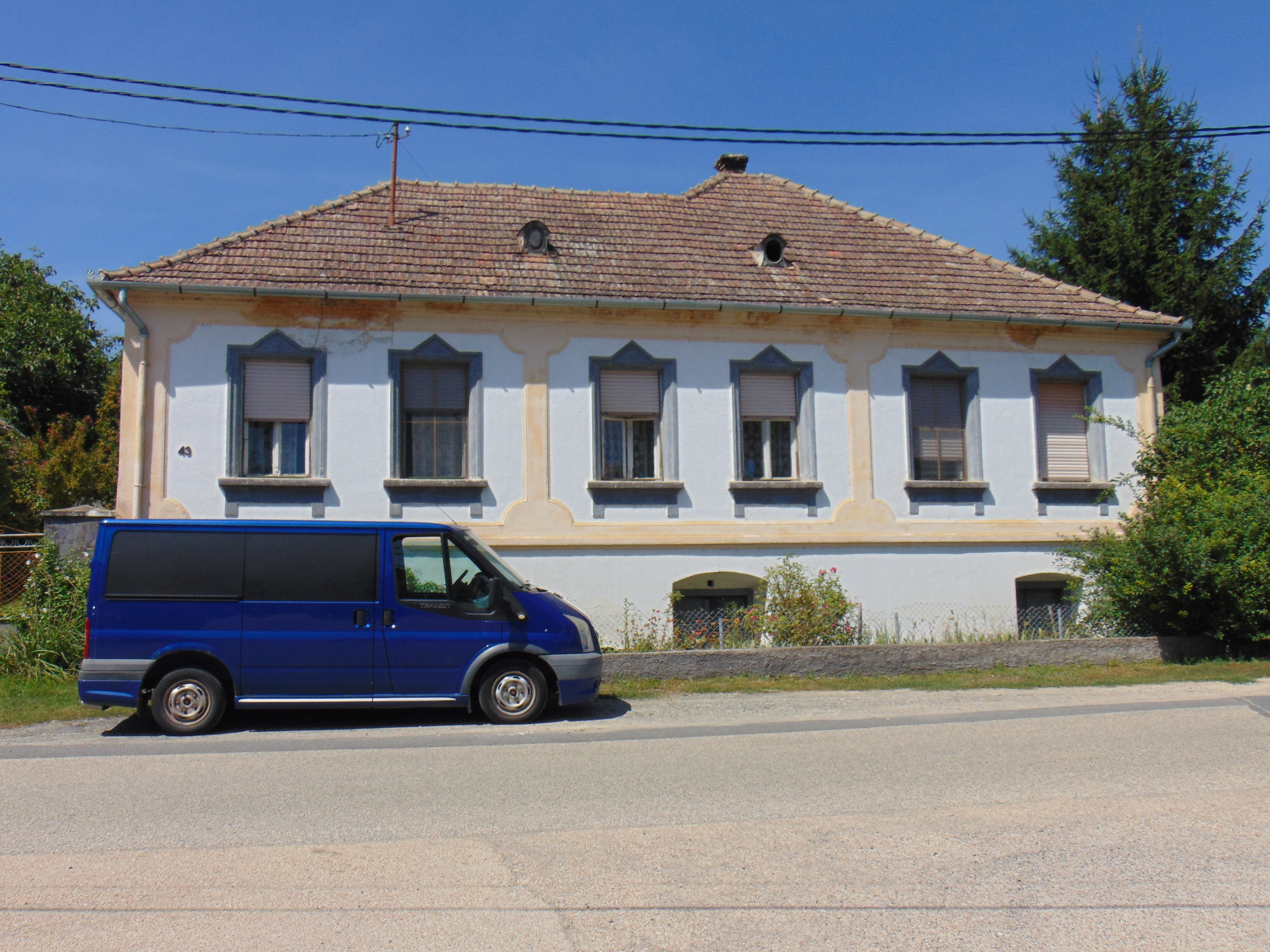
Jó állapotú, módos polgárház a falu szívében
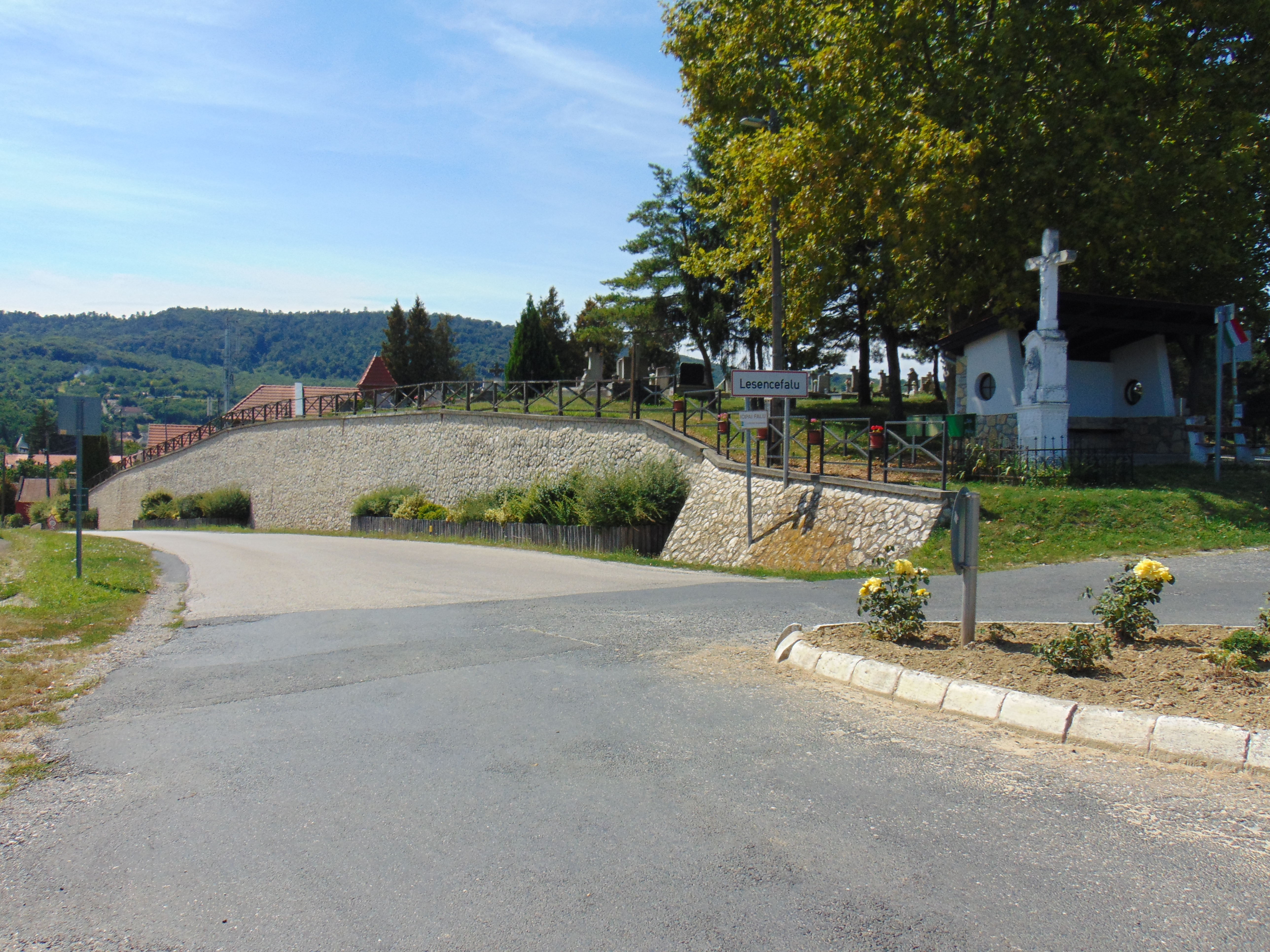
A község bejárati útja a 7342-es út elágazásától nézve